# The Best (versión de Tina Turner)
«The Best» es el primer sencillo de la cantante Tina Turner para su séptimo álbum de estudio Foreign Affair (1989). La canción originalmente es una versión de la cantante inglesa Bonnie Tyler, que fue publicada en 1988, el año anterior al que Tina la versionó. La versión de Tina fue publicada el 2 de septiembre de 1989. 

## Versión original
La canción originalmente fue grabada por la cantante Bonnie Tyler, lanzada como sencillo para su álbum de estudio Hide Your Heart (1988), está versión no tuvo tanta fama, llegando al número 95 en el Reino Unido. 
La canción fue grabada junto a otras como «The Fire Below» y «Under Suspision»

## Versión de Tina Turner
En 1989, Tina Turner lanzó una versión de portada que se convirtió en un sencillo altamente exitoso. Fue incluido en su exitoso álbum Foreign Affair. El solo de saxofón en la versión de Turner es interpretado por Edgar Winter.
Holly Knight le dijo a Songfacts: "'Simply the Best' es una de esas gemas raras que es una canción positiva, y no es cursi. Pero la parte difícil es escribir algo en un modo positivo que realmente sea sincero, es una tarea difícil".
En 1992, Turner grabó "(Simply) The Best", una versión en dúo de la canción con el cantante de rock australiano Jimmy Barnes, para promocionar la temporada de la Liga de Rugby de Nueva Gales del Sur de ese año en Australia. El sencillo apareció posteriormente en un disco extra de edición limitada como parte del lanzamiento en Australia de su álbum recopilatorio Simply the Best (1991)
La versión fue publicado un año después de que Bonnie publicara la suya. Esta resultó tener mucha más fama internacionalmente que la de Tyler, consiguiendo el top 10 en más de 15 países. En Estados Unidos recibió mucha más fama que la de Tyler. Consiguiendo el número 15 en el Billboard Hot 100, y estando 19 semanas en listas. A pesar de que en dicho país tuvo mucha fama, y mucha resonancia en radio, no tuvo las suficientes ventas como para llegar al top 10.

## Posicionamiento en listas
| Lista (1989)                            | Máxima posición |
| --------------------------------------- | --------------- |
| Alemania (Offizielle Deutsche Charts)   | 4               |
| Australia (ARIA)                        | 4               |
| Austria (Ö3 Austria Top 40)             | 2               |
| Bélgica (Flandes) (Ultratop 50)         | 2               |
| Canadá (RPM Top Singles)                | 4               |
| Canadá (RPM Adult Contemporary)         | 20              |
| Estados Unidos (Billboard Hot 100)      | 15              |
| Europa (European Hot 100 Singles)       | 3               |
| Finlandia (The Official Finnish Charts) | 3               |
| Francia (SNEP)                          | 23              |
| Irlanda (IRMA)                          | 4               |
| Italia (Musica e dischi)                | 3               |
| Nueva Zelanda (Recorded Music NZ)       | 28              |
| Noruega (VG-lista)                      | 5               |
| Países Bajos (Dutch Top 40)             | 5               |
| Países Bajos (Mega Single Top 100)      | 7               |
| Reino Unido (Official Charts Company)   | 5               |
| Suecia (Sverigetopplistan)              | 11              |
| Suiza (Schweizer Hitparade)             | 3               |

## Personal
- Tina Turner - voz principal, arreglos
- Dan Hartman - teclados, guitarra acústica, coros
- Phil Ashley: teclados, bajo
- Elliot Lewis - teclados adicionales, cuerdas
- Philippe Saisse – teclados adicionales
- Gene Black - guitarra rítmica
- James Ralston - guitarra rítmica
- Pat Thrall – solo de guitarra
- T. M. Stevens - bajo
- Art Wood – batería
- Edgar Winter - solo de saxofón
- Lance Ellington - coros
- Tessa Niles - coros